# جون هالي بيلامي
جون هالي بيلامي (بالإنجليزية: John Haley Bellamy)‏ هو نحات أمريكي، ولد في 5 أبريل 1836، وتوفي في 6 أبريل 1914.